# اینورنس
اینورنِس (انگلیسی: Inverness، گالیک اسکاتلندی: Inbhir Nis) یکی از شهرهای اسکاتلند است. جمعیت آن ۵۱،۸۳۲ نفر است. اینورنس در سال ۲۰۰۰ میلادی از سوی ملکه فرمان شهر شدن دریافت کرد. اینورنس در شمالی‌ترین نقطه بریتانیا قرار گرفته‌است. این شهر همچنین از سریعترین میزان رشد در اروپا برخوردار است. طبق آمار منتشر شدهای سوی شورای اسکاتلند، انتظار می‌رود که جمعیت این شهر در بیست سال آینده تا ۴۰ درصد افزایش یابد.